# カウンター商材
カウンター商材（カウンターしょうざい）とは、小売店のレジ横に陳列される商品のこと。コンビニでのいれたてコーヒー（コンビニコーヒー）やおでんなどがその代表例である。

## 業種による違い
カウンター商材として扱われる商品には、業種や立地によって違いがある。コンビニエンスストアでは、「カウンターFF（ファストフード）」とも呼称され、おでんや中華まん、フライドチキン、フライドポテトなどの利益率が高い調理済み商品が並べられる傾向にあり店舗利益の安定化を図るための戦略商品としても扱われる。一方スーパーマーケットでは、ついで買いを見込み、乾電池や靴墨などの日用品が多く並べられる。書店では、話題となった新書やベストセラー本の文庫化など、比較的安価な商品が並べられる。
立地による特徴としては、国道など幹線道路沿いにある店舗では、運転中に片手で食べられる、菓子パンやどら焼きなどの軽食が並べられている。
よく知られるものとして、ローソンの「からあげクン」や、ミニストップのソフトクリームなどがある。